# Regió d'Equatòria
La regió d'Equatòria fou una entitat administrativa descentralitzada del Sudan creada el 1983 amb l'antiga província d'Equatòria (1936-1973). Es va crear en ser suprimida la regió del Sudan del Sud substituïda per tres entitats menors i amb menys competències. El 1991 es va transformar en l'estat d'Equatòria en adoptar el sistema federal. Tenia una superfície de 197.969 km² i una població d'1.406.181 habitants (1983).